# Myrmelachista gagates
Myrmelachista gagates är en myrart som beskrevs av Wheeler 1936. Myrmelachista gagates ingår i släktet Myrmelachista och familjen myror. Inga underarter finns listade i Catalogue of Life.